# Michiel Mol
Michiel Mol (Delft, 1969) é um empresário neerlandês.
Após formar-se em Ciência da computação pela Universidade de Leiden, fundou a empresa Lost Boys international (LBi), obtendo sucesso.
Foi proprietário, junto com Vijay Mallya, da equipe de Fórmula 1 Force India.